# Preservação dos campos de batalha da Guerra Civil Americana

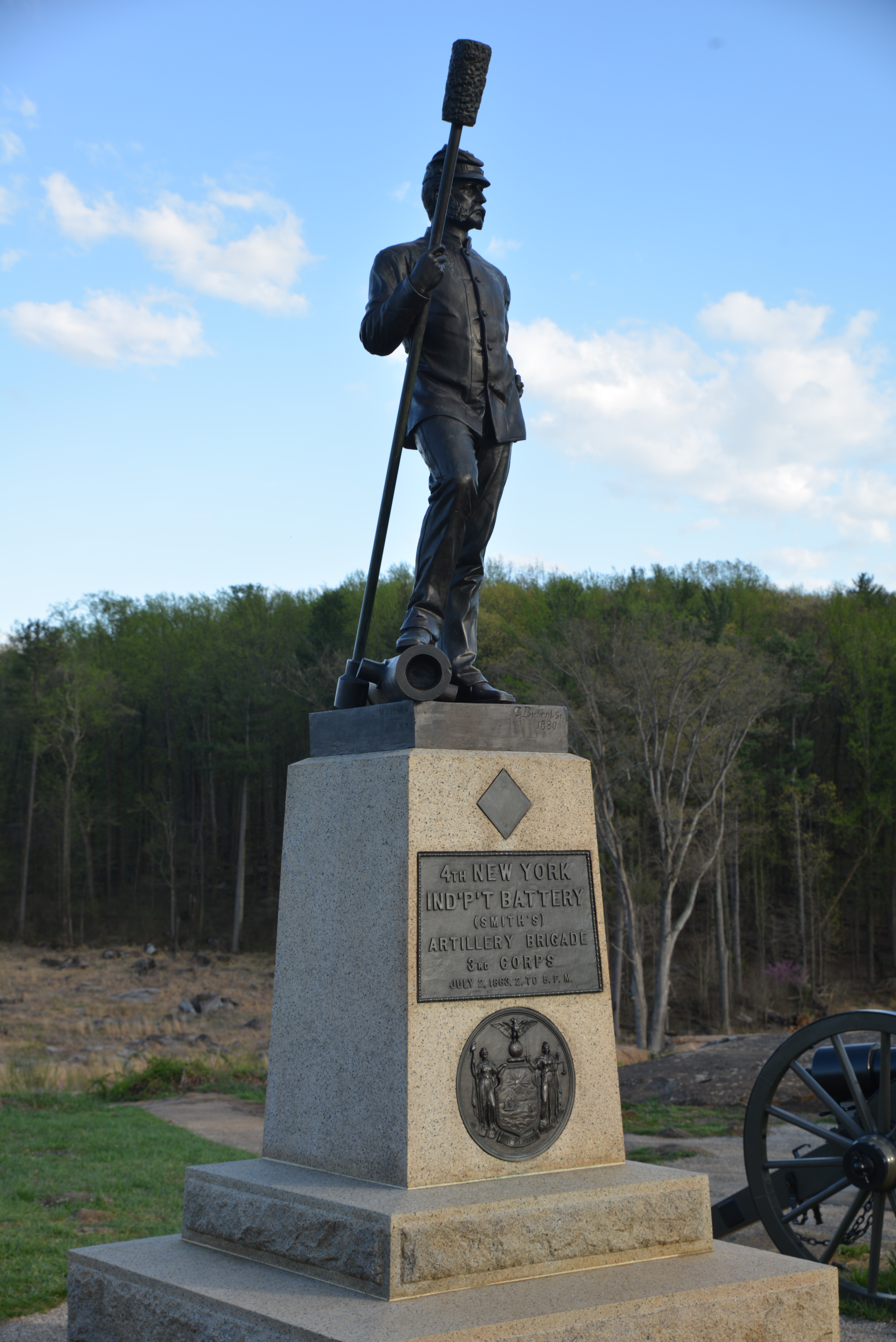
Monumento no Parque Militar Nacional de Gettysburg.

A prática de preservar os campos de batalha da Guerra Civil Americana por razões históricas e memoriais foi desenvolvida ao longo de mais de 150 anos nos Estados Unidos. Mesmo durante a Guerra Civil Americana, soldados em serviço ativo de ambos os lados do conflito começaram a erguer monumentos improvisados no campo de batalha para seus camaradas recentemente caídos. Desde estas tentativas iniciais de preservação e comemoração, importantes locais de batalha da Guerra Civil foram preservados por vários grupos e muitos estão agora sob os cuidados do Serviço Nacional de Parques e supervisionados pelo Programa Americano de Proteção de Campos de Batalha (ABPP). Dos aproximadamente 10.500 atos de agressão ocorridos entre os Estados Unidos e a Confederação, 384 foram identificados em um relatório federal de 1993 como sendo principais para o conflito. Destes, alguns selecionados foram escolhidos com base em seu significado histórico, acessibilidade e capacidade de preservação para serem curados pelo governo federal. Além dos locais administrados pelo governo federal dos EUA, muitos locais de batalha secundários nos Estados Unidos são mantidos e operados por governos estaduais e grupos históricos privados.

## História da preservação dos campos de batalha da Guerra Civil
Durante a Guerra Civil, os soldados de ambos os lados marcaram os locais onde os seus camaradas tinham caído e ergueram pequenos monumentos nos locais de batalha que defenderam ou capturaram com sucesso. Embora de natureza rudimentar, esses cemitérios de campo de batalha impediram o desenvolvimento dos espaços e os monumentos ajudaram a orientar os esforços posteriores de preservação. Os verdadeiros esforços de preservação começaram na década de 1890, quando as tensões seccionais começaram a diminuir. Estes esforços tendiam a concentrar-se na bravura dos soldados em cada batalha individual, e não no conflito como um todo, a fim de minimizar o conflito sobre os locais. Uma segunda onda de esforços comemorativos ocorreu no final da Primeira Guerra Mundial. Embora inicialmente alimentados pelo fervor patriótico, os esforços de preservação continuaram como forma de estimular a criação de empregos durante o New Deal. Todos os esforços pararam durante a Segunda Guerra Mundial e não continuaram no seu final. Devido à associação da Guerra Civil com a escravidão e ao seu legado contínuo de violência racial, tornou-se intimamente associada ao Movimento dos Direitos Civis. Esses esforços politizados de preservação do campo de batalha fizeram com que o governo federal se distanciasse. O interesse real pela Guerra Civil foi despertado na década de 1990 pelo documentário de Ken Burns, The Civil War. Por esta altura, o governo tinha dado um hiato de 60 anos nos esforços de preservação e o movimento era agora dirigido por organizações privadas, principalmente o Civil War Trust.

## Parques militares nacionais da guerra civil e campos de batalha nacionais

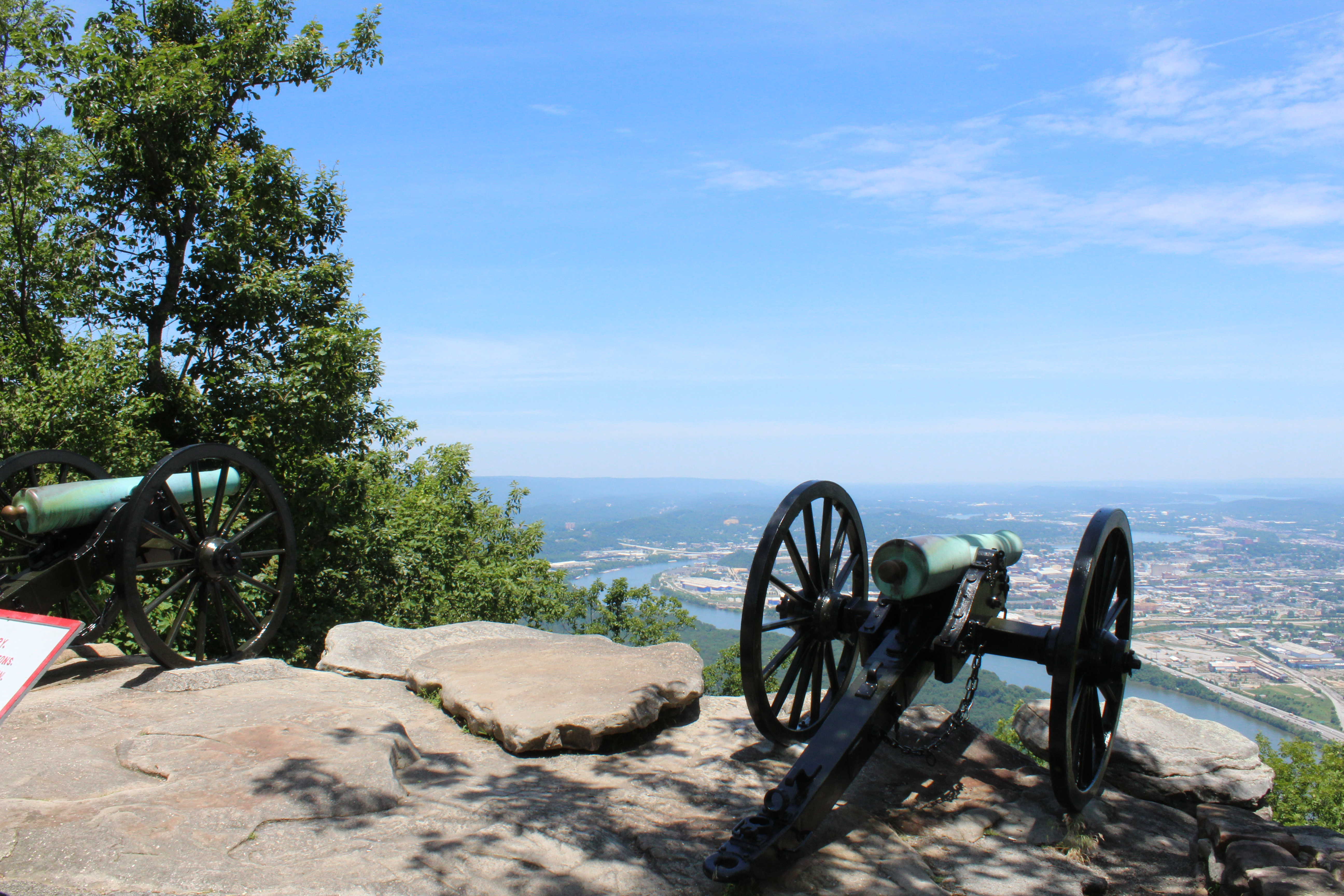
Parque Militar Nacional de Chickamauga e Chattanooga.

Os 17 locais de batalha da Guerra Civil administrados pelo NSP estão listados sob quatro designações diferentes: Parques Militares Nacionais, Campos de Batalha Nacionais, Parques Nacionais de Campos de Batalha e Locais de Campos de Batalha Nacionais. Nem todas essas batalhas são amplamente consideradas particularmente importantes e muitas outras batalhas não receberam qualquer designação oficial. Há quem acredite que o processo de selecção e comercialização dos campos de batalha da Guerra Civil é uma questão altamente política mesmo no século XXI. A principal reclamação de estudiosos e visitantes selecionados é que esses locais preservados pelo governo federal preservam e promovem, intencionalmente ou não, a narrativa da "Causa Perdida". Além disso, o serviço NPS foi criticado pelos seus esforços de preservação devido ao facto de terem ignorado em grande parte a escravatura como uma componente da Guerra Civil até à década de 1990.
Campos de Batalha Nacionais da Guerra Civil
- Parque Militar Nacional de Chickamauga e Chattanooga
- Parque Militar Nacional Memorial do Condado de Fredericksburg e Spotsylvania
- Parque Militar Nacional de Gettysburg
- Parque Militar Nacional de Pea Ridge
- Parque Militar Nacional de Shiloh
- Parque Militar Nacional de Vicksburg

Parques Nacionais dos Campo de Batalha da Guerra Civil
- Campo de Batalha Nacional de Antietam
- Campo de Batalha Nacional de Fort Donelson
- Campo de Batalha Nacional de Monocacia
- Campo de Batalha Nacional de Petersburgo
- Campo de Batalha Nacional do Rio Stones
- Campo de Batalha Nacional de Tupelo
- Campo de Batalha Nacional de Wilson's Creek

Locais dos campo de batalha nacionais da Guerra Civil
- Parque Nacional do Campo de Batalha da Montanha Kennesaw
- Parque Nacional do Campo de Batalha de Manassas
- Parque Nacional do Campo de Batalha de Richmond

Parques Militares Nacionais da Guerra Civil
- Local do campo de batalha nacional de Brices Cross Roads

## Campos de batalha da Guerra Civil preservados estaduais e localmente

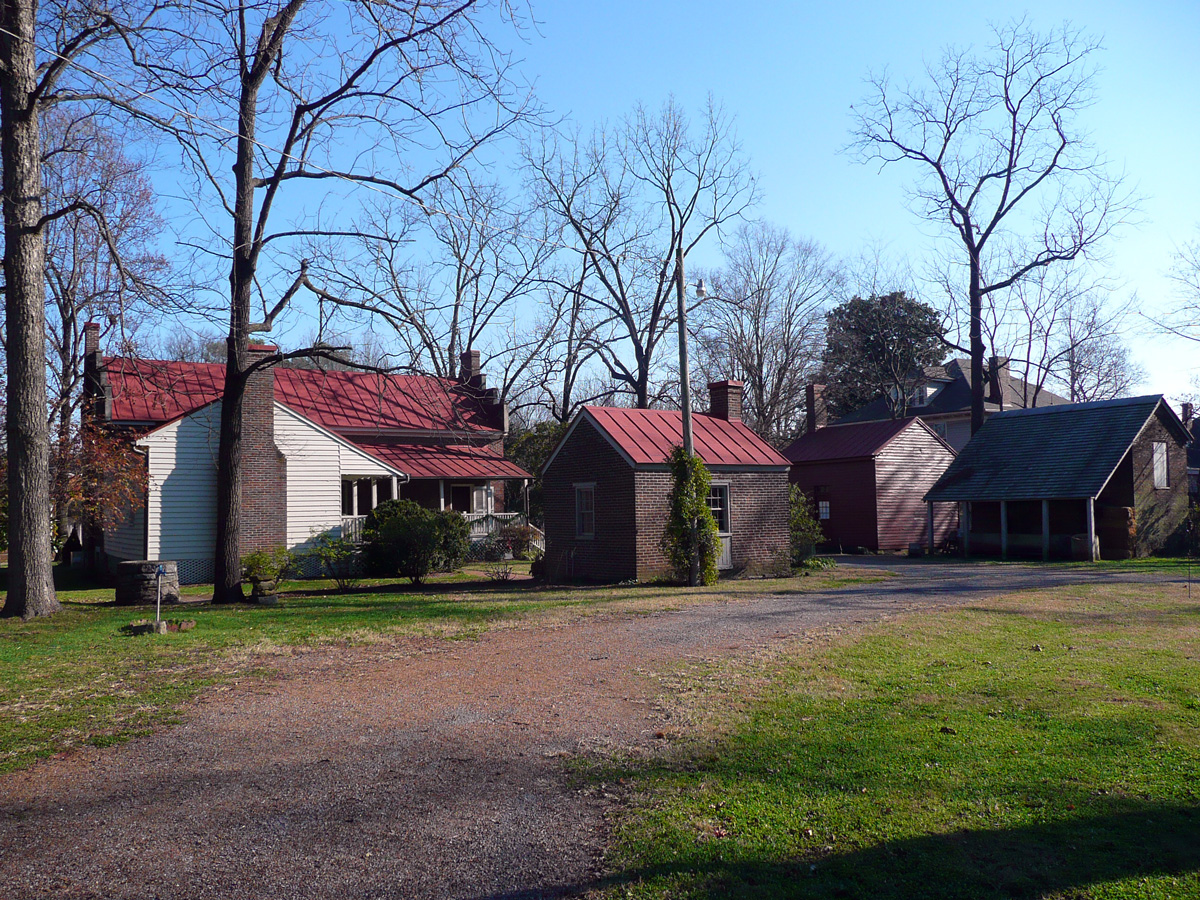
A Casa Carter na Batalha de Franklin. Um local originalmente adquirido e preservado pelos Filhos dos Veteranos Confederados.

Vários governos estaduais assumiram a responsabilidade de preservar campos de batalha selecionados da Guerra Civil em todos os Estados Unidos. Embora estes tendam a ser locais de batalha menores e menos importantes do que aqueles administrados pelo governo federal, eles também tendem a exibir parcimônia muito mais forte no relato de eventos históricos, muitas vezes refletindo os sentimentos da localidade que cerca o sítio e o momento em que os esforços de preservação começaram. Os esforços mais recentes de preservação estaduais tenderam a apresentar narrativas de batalha de uma forma mais equilibrada do que aquelas estabelecidas na primeira metade do século XX.
Quando nem o governo federal nem o estadual assumem a preservação de um local de batalha da Guerra Civil, ocasionalmente as associações privadas arrecadam fundos por meio de doações e subsídios governamentais para preservar o local, caso seus membros e doadores o considerarem historicamente importante. Estes sítios operam de uma forma majoritariamente independente, o que pode ser problemático, especialmente porque muitas destas associações são ramificações de organizações fundamentalmente encarregadas do avanço da narrativa da “Causa Perdida”, tais como as Filhas da Confederação e os Filhos dos Veteranos Confederados. Mesmo os campos de batalha que são locais de vitórias da União muitas vezes concentram-se fortemente nas narrativas pessoais dos comandantes confederados e na bravura dos soldados sob o seu comando, ignorando em grande parte o resultado real da batalha. O preservador mais prevalente e equilibrado dos campos de batalha da Guerra Civil é o Civil War Trust. Uma organização independente criada para preservar a história da Guerra Civil que assumiu a liderança nos esforços de preservação em todo o país no final do século XX e início do século XXI.